# Зум, Ульрих Фридрих фон
Ульрих Фридрих фон Зум (нем. Ulrich Friedrich von Suhm; 28 апреля 1691, Дрезден — 8 ноября 1740, Санкт-Петербург или Варшава) — друг Фридриха Великого, был саксонским посланником в Берлине.
Здесь приобрёл дружбу Фридриха II, тогда ещё кронпринца, с которым, после отъезда из Берлина, вёл переписку, носившую философский характер; после смерти короля она была напечатана под названием «Correspondance familiere et amicale de Frédéric II avec S.» (т. II, Б., 1787). В 1737 году он отправился к русскому двору, затем собирался вступить на службу к Фридриху II, но, возвращаясь из России, скончался в Санкт-Петербурге (по немецким источникам) или в Варшаве (по российским).
Обучался в  Женевском университете.